# ندای دره
ندای دره (به انگلیسی: Call of the Canyon) یک فیلم سینمایی وسترن آمریکایی محصول سال ۱۹۴۲ میلادی به کارگردانی جوزف سانتلی با بازی جین اتری، اسمیلی بارنت و روت تری است. این فیلم براساس داستانی از موریس رف و الیو کوپر ساخته شده‌است و در مورد یک گاوچران خواننده ای می‌باشد که گروهی از گاوها را در برابر عامل فاسد یک شرکت بسته‌بندی بزرگ هدایت می‌کند که قصد دارد با کاهش قیمت خرید گوشت گاو آنها را کلاهبرداری کند. همچنین این فیلم شامل سه ترانه مستقل می‌باشد.

## بازیگران
- جین اتری
- اسمیلی بارنت
- روت تری در نقش کاترین «کیت» کارسون
- تورستون هال در نقش گرانتلی بی جانسون
- جو استراوچ جونیور
- کلیف نازارو در نقش پیت مورفی
- دوروتا کنت در نقش جین اوکلی
- ادموند مک‌دانلد در نقش توماس مک کوی
- مارک لارنس در نقش هوراس دونستون
- جان هارمون در نقش کبوتر
- جان هالند در نقش ویلی هیچکاک[۳][۴]